# Genaro Bastardo
Genaro Bastardo (Monagas, Venezuela, 1962) es un dibujante y escultor venezolano ganador del premio al Artista Guayanés en 1992 y el Gran Premio Dimple en 1994.

## Trayectoria académica
En 1982 inicia estudios de arte puro en la Escuela de Artes Plásticas Eloy Palacios de Maturín. 

## Obras
Ha participado en diferentes obras colectivas como: 
- 1986: “In memoriam Josef Beuys” en la Galería Espiral de la Escuela Cristóbal Rojas.
- 1986: Reto escultural 86 en la Galería Espiral de la Escuela Cristóbal Rojas.
- 1986: “Exposición Premio Municipal de Artes Plásticas” en el Museo Caracas (Palacio Municipal, Caracas).
- 1990: III Bienal Nacional de Arte de Oriente (Museo Ayacucho, Cumaná).
- 1990: Salón Regional de Arte de Guayana (Museo Soto).
- 1990: II Encuentro Nacional de Museos (Casa Angostura, Ciudad Bolívar).
- 1990: “Grupo Reverón 86” (Sala Sidor).
- 1990: “Artistas orientales” (Galería El Pasillo, Estación Chacaíto, Metro de Caracas).
- 1992: III Bienal de Guayana.
- 1993: Salón II Región Sur de la I Bienal Gran Premio Dimple celebrada en la Sala Sidor.

En 1988 presenta su primera exposición individual, “Esculturas, Genaro Bastardo”, en la Galería Cuevas de Caracas, donde exhibe obras de pequeño y gran formato realizadas en mármol, piedra de Cumarebo y arcilla, en sambladas de forma geométrica con cortes en línea recta y bordes al natural sin intervenir.
En 1989 presenta en la CVG “Entre las ideas y la materia existe el espacio que habita el demiurgo” y concurre a la I Bienal de Guayana. 
En 1992 continúa exponiendo en colectivas del oriente del país y recibe el Premio al Artista Guayanés, sección arte urbano de carácter efímero, en la III Bienal de Guayana. Al año siguiente exhibe “Esculturas”, su tercera muestra individual, en la Sala Alternativa de Caracas y recibe el Reconocimiento Especial al Artista Joven del Gran Premio Dimple realizado en el MACCSI. A finales de ese mismo año inaugura la BAS B 137 muestra “Señalética” (Sala Sidor) con una propuesta en la que objetos, dibujos y madera crean códigos, signos y señales (durmientes, señales ferroviarias, automovilísticas, peatonales, etc.) que forman un lenguaje icónico tridimensional necesario para emprender un viaje hacia la comprensión del espacio, del entorno cotidiano del artista. 
En 1998 la Sala Alternativa de Caracas inaugura “Semenia-Orinoco”, exposición en la que el artista rinde homenaje al gran río y al paisaje selvático, y en la que mantiene su propuesta de conservación y preservación de nuestros ecosistemas. La obra de Bastardo se ha caracterizado por el uso abundante de la piedra, la cerámica y la madera. El artista define su trabajo plástico como una búsqueda del dominio del espacio, como una reflexión vivencial sobre sí mismo. Sus esculturas parten de un proceso que se inicia con un planteamiento sobre su preocupación acerca del ambiente y la naturaleza. Sus instalaciones, al igual que sus esculturas y dibujos, plantean las relaciones con el espacio exterior, el entorno, el lugar que habitamos, los itinerarios y símbolos del hombre y el paisaje tanto rural como urbano, los cuales interviene sin que sufran ninguna modificación en el sentido ecológico o topográfico.

## Exposiciones individuales
- 1988: “Esculturas, Genaro Bastardo”, Galería Cuevas, Caracas.
- 1989: “Entre las ideas y la materia existe el espacio que habita el demiurgo”, CVG / “Esculturas”, Sala Alternativa, Caracas / “Señalética”, Sala Sidor.
- 1998: “Semenia-Orinoco”, Sala Alternativa, Caracas.
- 2014: "El Viaje de Uno" Sala de exposiciones Domus Artis, el Toboso Toledo-España.
- 2014: "El Viaje de Uno" Sala de exposiciones Juan Prado,Valdemoro Madrid-España.
- 2015: "El Renacer de los Arboles" Centro Cultural Villa de Móstoles-Madrid,España

## Premios
- 1992: Premio al Artista Guayanés, sección de arte urbano de carácter efímero, III Bienal de Guayana.
- 1994: • Reconocimiento Especial a Artista Joven, Gran Premio Dimple, MACCSI.
- 1994: Premio municipal de artes plásticas, municipio autónomo caroni, guayana, Venezuela
- 2017: Premio de las artes, Real Academia de Bellas Artes y Ciencias Históricas de Toledo-España.